# Vintage Yachting Games
De Vintage Yachting Games (Vintage) zijn een zeilevenement voor de voormalige olympische klassen dat door de Vintage Yachting Games Organization wordt georganiseerd.
Deze spelen beogen de sfeer en het niveau te benaderen van olympische zeilwedstrijden. Dat wil zeggen dat er geen grote vloten aan deelnemen, maar slechts de top-zeilers, die elk hun nationale zeilklasse van een land vertegenwoordigen. Het doel is om over de gehele wereld met deze klassen te blijven varen. Om het niveau hoog te houden worden deze spelen om de vier jaar georganiseerd. Het idee achter de Vintage is het realiseren van een vierjarig "high-end" wedstrijdserie in de wedstrijdkalenders van alle voormalig olympische klassen.
Het idee ontstond in Nederland en verder ontwikkeld door Rudy den Outer en diverse vertegenwoordigers van Nederlandse klasse organisaties van voormalige olympische klassen (Martijn van der Driest/Europe, Harold Wijgers/Flying Dutchman, Johan Offermans/Soling, Michiel van Dis/Draak enHans Nadorp/5.5 Meter). In de volgense fase werden ook de voorzitters van de Internationale klasse organisaties betrokken (Jan Abrahamsen (Denemarken)/Europe, Theo Meus (Nederland)/Olympiajol, Alberto Barenghi (Italië)/Flying Dutchman, Rose Hoeksema (Verenigde Staten)/Soling en Rupert Fisher (Duitsland)/Draak).
De Vintage Yachting Games Organization (VYGO), een stichting naar Nederlands recht en zonder winstoogmerk, werd opgericht op 11 december 2006, door Rudy den Outer, Nancy Schoof (Nederland) en Sebastian Hopf (Duitsland). VYGO is sindsdien het bestuursorgaan van de Vintage Yachting Games geworden, waarvan structuur en de acties door haar statuten en handvest worden bepaald. Het eigendom van VYGO ligt bij de Vintage Yachting klassen.
Los van voeren van de regie over de organisatie van het vierjaarlijks zeilevenement, stimuleert de VYGO ook de samenwerking tussen de deelnemende Internationale klasseorganisaties en draagt het zorg voor het gemeenschappelijk historisch erfgoed.
De eerste editie, de 2008 Vintage Yachting Games, vond plaats op het IJsselmeer voor Medemblik, Nederland, van 20 september tot en met 27 september 2008. Een totaal van 66 zeilers uit 17 Landen streden in vijf voormalige olympische klassen.
De Vintage Yachting Games zijn inmiddels uitgegroeid tot een internationaal bekend instituut. Op Duits initiatief werd in het voorjaar van 2010 in Duitsland, Italië en Nederland Nationale Vintage Yachting Games Organisaties opgericht.

## Uitgangspunten
De Vintage Yachting Games worden beheerst door de volgende verzameling van uitgangspunten:
- Handvest voor de Vintage Yachting Games
- Statuten Vintage Yachting Games Organisatie
- VYG-regels
- Standaard aankondiging voor de Vintage
- Standaard wedstrijdbepalingen van de Vintage

### Handvest
De statuten van de Vintage Yachting Games Organisatie zijn gebaseerd op het Vintage Yachting Games Handvest. De besluiten die door de bestuursleden of door de raad van toezicht en door het wedstrijdcomité worden genomen moeten met dit handvest in overeenstemming zijn.
1. Zeilen is een sport die met lichte zeilende schepen (jachten) worden gevaren. Het zeilen wordt gedaan door zeilers. De zeilers nemen aan de sport deel om zeilraces of zeilreeksen te winnen. Dit winnen kan slechts bereikt worden door eerlijk varen, superieure snelheid, strategisch en tactische manoeuvreren, het gebruik van kennis, uitmuntende vaardigheid en het tonen van correct gedrag .
2. de Vintage Yachting Games zijn het resultaat van de georganiseerde actie, dat onder het gezag van de Stichting Vintage Yachting Games Organisatie wordt uitgevoerd(VYGO), van alle deelnemende individuen en entiteiten die van het wedstrijdzeilen houden. Het logo is het jachtenembleem.
3. Alle individuele deelnemers, juryleden, coaches, meters, leden van het wedstrijdcomité, sponsors, organisatoren, leden van de raad van toezicht evenals de bestuursleden van de VYGO beschouwen de aan de Vintage Yachting Games deelnemende zeiler als de belangrijkste belanghebbende partij van de Vintage Yachting Games. Al hun handelen, moet gericht zijn op het belang van deze zeiler. De wijze waarop de actieve en deelnemende zeilers het wedstrijdzeilen willen uitoefenen is primordiaal voor de Vintage Yachting Games.
4. Het belang van de zeilers in een specifieke klasse zullen door de relevante Internationale klasse organisaties (ICO) in de Raad van toezicht van de Vintage Yachting Games Organisatie worden behartigd.
5. Tijdens de Vintage Yachting Games vertegenwoordigen de zeilers hun nationale klasse organisatie (NCO). In afwezigheid van een NCO neemt de relevante ICO haar plaats in.
6. Elke vorm van discriminatie met betrekking tot een land of een persoon op basis van ras, godsdienst, politiek, geslacht of anders is onverenigbaar met het doel van de Vintage Yachting Games zijn organisatie.

### Statuten
De statuten bepalen het handelen van het bestuur en het beheer van de VYGO. Dit is de oprichtingsakte van de stichting VYGO in het kader van Nederlandse wet.

### VYG-regels
Beschrijft onder welke omstandigheden een editie van de Vintage Yachting Games zal worden gevaren, georganiseerd en beheerd.

## Evenement structuur

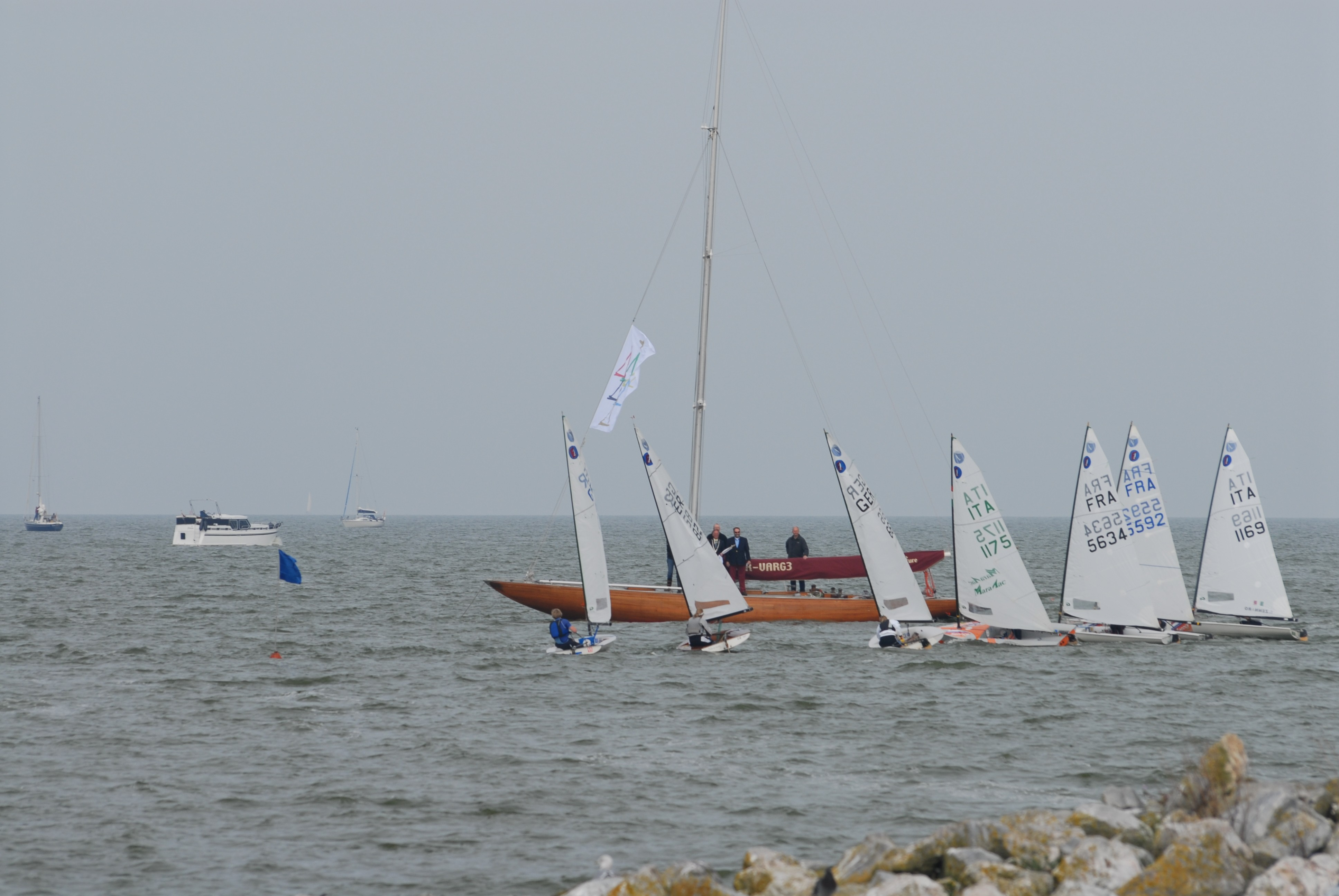
Admiraalzeilen als onderdeel van de
2008 Vintage Yachting Games openingsceremonie

De structuur van een Vintage Yachting Games editie is gelijkwaardig aan dat van een Olympische zeilevenement. Het bestaat uit:
- Openingsceremonie met Admiraalzeilen
- Een wedstrijdreeks per Vintage Yachting klasse (minstens zeven geplande wedstrijden)
- Een sluitingsceremonie een Vintage Inter Pares wedstrijd en de prijsuitreiking omvat. Ook zal de landentrofee aan het winnende land worden uitgereikt
- Het overdragen van de Vintage Yachting Games vlag aan het volgende gastland
- Festiviteiten

### Admiraalzeilen
Admiraalzeilen is een deel van de openingsceremonie van de Vintage. Dit onderdeel kan worden vergeleken met de intocht van de atleten tijdens de opening van de Olympische spelen.

### De wedstrijden van de Vintage Yachting Games
Elke uitgave van de Vintage Yachting Games kent voor elke deelnemende klasse een reeks van ten minste zeven geplande wedstrijden. Minstens vijf wedstrijden moeten worden voltooid om een geldige reeks te maken. Aan de top drie van elke Vintage Yachting klasse wordt het recht verleend, de komende vier jaar, het jachtenembleem in goud, zilver of brons in haar grootzeil te voeren.

### Vintage Inter Pares wedstrijd
Als deel van de sluitingsceremonie zullen de winnende stuurlieden van elke klasse één slotwedstrijd in een vroegere olympische klasse varen. De winnaar krijgt de titel van Vintage Inter Pares (VIP) en wordt het recht verleend, de komende vierjaar het jachtenembleem in haar grootzeil te voeren. De VIP wedstrijd is het Vintage alternatief voor "medalrace" tijdens de Olympische zeilwedstrijden. In 2008 werd de twaalfvoetsjol gebruikt voor de VIP wedstrijd.

### Landentrofee
De landentrofee wordt overhandigd aan het nationale team van het beste presterende land tijdens een editie van de Vintage. Deze trofee wordt geschonken door de kunstenaar, zeiler, internationaal jurylid en voormalig internationaal Menno Meyer (Nederland).

## Zeilklassen
Om zich een Vintage Yachting Klasse te mogen noemen moet een klasse:
- Een voormalige olympische klasse zijn
- In ten minste vijf landen nog actief in zeilwedstrijden worden gebruikt
- Eén set klassevoorschriften kennen
- Vertegenwoordigd zijn in de Raad van toezicht van de Vintage Yachting Games Organization

### Huidige klassen
De Vintage Yachting klassen van 2008 bestonden uit vijf klassen, de Europe was verdeeld in een vrouwelijke en mannelijke vloot
| Draak | Europe (m + v) | Flying Dutchman | Olympiajol | Soling |

### Potentiële klassen voor 2012
De organisatie van de editie in 2012 van de Vintage Yachting Games anticipeert op de deelname van de huidige Vintage Yachting klassen plus de onderstaande voormalig Olympische klassen:
| 5.5 Meter * | Tempest | Tornado | Twaalfvoetsjol | Yngling |

*  Op 25 november 2009 heeft de 5.5 Meter klasse haar verzoek tot toetreding van De Vintage Yachting Games Organization ingediend 
Andere voormalig olympische klassen volgen mogelijk vanaf 2016.

## Medaillespiegel
Dit klassement omvat de winnaars van de landentrofee en de VIP-wedstrijd.
| #      | Land                | Goud | Zilver | Brons | Totaal |
| ------ | ------------------- | ---- | ------ | ----- | ------ |
| 1      | Nederland           | 4    | 1      | 1     | 6      |
| 2      | Hongarije           | 2    | 0      | 0     | 2      |
| 3      | Duitsland           | 1    | 1      | 3     | 5      |
| 4      | Frankrijk           | 1    | 0      | 0     | 1      |
| 5      | Spanje              | 0    | 1      | 1     | 2      |
| 6      | Verenigd Koninkrijk | 0    | 1      | 0     | 1      |
| 6      | Italië              | 0    | 1      | 0     | 1      |
| 6      | NCO, Wildcards      | 0    | 1      | 0     | 1      |
| 9      | Australië           | 0    | 0      | 1     | 1      |
| Totaal | Totaal              | 8    | 6      | 6     | 20     |

Evenementen: Admiral's Cup · America's Cup · Audi MedCup · Cowes Week · Extreme Sailing Series · Kieler Woche · Louis Vuitton Cup · Olympische Spelen · RC44 Championship Tour · Ronde om Texel · 52 Super Series · Vintage Yachting Games · WK Zeilen

Oceaanwedstrijden: Barcelona World Race · Bermuda Race · Cape to Rio Yacht Race · Fastnet Race · Jules Verne Trofee · Mini Transat · OSTAR/Transat · Route du Rhum · Solitaire du Figaro · Sydney to Hobart Yacht Race · Transat Jacques Vabre · Transpacific Yacht Race · Velux 5 Oceans Race · Vendée Globe · Volvo Ocean Race